# Zygophyllum oxycarpum
Zygophyllum oxycarpum är en pockenholtsväxtart som beskrevs av Mikhail Grigoríevič Popov. Zygophyllum oxycarpum ingår i släktet Zygophyllum och familjen pockenholtsväxter. Inga underarter finns listade i Catalogue of Life.